# Todesfall

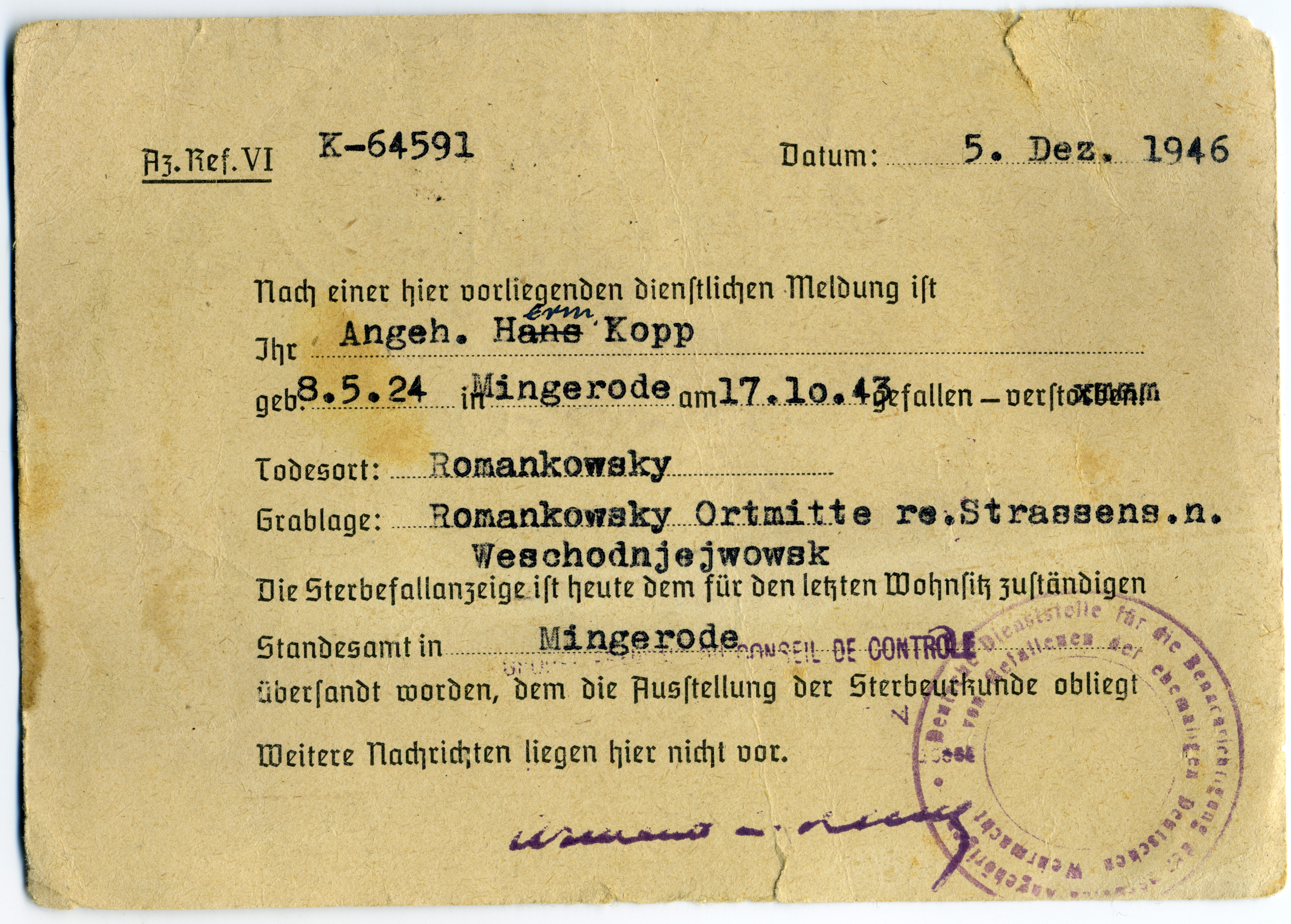
Sterbefallanzeige von Hermann Kopp, der 1943 an der Ostfront gefallen ist

Ein Todesfall (je nach Sachzusammenhang auch Sterbefall, Trauerfall oder Erbfall) ist der Eintritt des Todes eines bestimmten Menschen.

## Vorsorge zu Lebzeiten
Vieles kann man förmlich regeln: Testament, Erbvertrag, Vorsorgevollmacht, Patientenverfügung, Sterbebegleitung, Sterbehilfe, Organspende, Bestattungsvorsorge.
Daneben ist ordnende Vorarbeit für die Hinterbliebenen sinnvoll. Alle Schriftstücke, die im Falle schwerer Krankheit und im Todesfall von Bedeutung sind, werden nahe beieinander aufbewahrt:
- Urkunden, insbesondere das Familienstammbuch, Versicherungsscheine mit Nachträgen und alle anderen Vertragsunterlagen;
- eine hilfreiche Liste als Übersicht:
  - Meldepflichten (welchen Versicherungen sind Unfall, Krankenhausaufenthalt und Tod zu melden, und innerhalb welcher Fristen?),
  - Vollmachten,
  - Bankkonten, Wertpapierdepots und andere Ansprüche, Guthaben und Forderungen,
  - Mitgliedschaften, Abonnements, Lastschriftermächtigungen und Daueraufträge, andere Verpflichtungen.

Bei jedem Vertragspartner sind insbesondere die Anschrift und das Geschäfts- oder Aktenzeichen nötig, oft auch eine Notiz, was zu tun ist.
Auch sehr persönliche Belange können zu Lebzeiten bereits geregelt werden. Dazu zählt das Hinterlegen einer Kontaktliste mit den Kontaktdaten der Personen, die im Todesfall benachrichtigt werden sollen. Dazu können Verwandte, Freunde und Bekannte des Verfassers gehören. Auch ein Vermerk, wer zu der Trauerfeier eingeladen werden soll, kann eingefügt werden. Zudem kann eine Bestattungsverfügung sinnvoll sein. Gerade wenn der Verstorbene sich eine Feuerbestattung oder eine Alternativbestattung gewünscht hat, wird eine schriftliche Bestattungsverfügung benötigt, um diesen Willen nachweisen zu können. Für die Hinterbliebenen hat dies den Vorteil, dass sie sich nicht selbst Gedanken um die Wünsche des Angehörigen machen müssen. Bestattungsverfügungen sind als Vordruck erhältlich.

## Aufgaben der Hinterbliebenen
Im Todesfall kommen verschiedene Aufgaben auf die Angehörigen zu. Dazu zählen Erledigungen, die vor der Bestattung nötig sind, wie die Kontaktaufnahme mit einem Bestattungsinstitut, und solche, die nach der Bestattung nötig werden, etwa das Beauftragen eines Steinmetzen für den Grabstein. Um den Überblick zu behalten, können Todesfall-Checklisten genutzt werden. Diese Listen beinhalten alle erforderlichen Maßnahmen und können im Internet heruntergeladen werden.
Folgendes wird in Deutschland oft beachtet (andere Länder haben zum Teil deutlich abweichende Verfahren):
- Totenschein
 Bei einem Sterbefall in der Wohnung muss unverzüglich ein Arzt gerufen werden, der bei sicheren Todeszeichen einen Totenschein ausstellt. (Bei Tod in einem Krankenhaus, Altersheim oder Pflegeheim ruft dieses einen Arzt.) Ist ein Notarzt gerufen worden, so wird dieser aus Zeitgründen meist nur eine nicht-amtliche vorläufige Todesbescheinigung ausstellen, um entweder dem Hausarzt das Ausstellen des richtigen Totenscheins zu überlassen oder den Leichnam in ein rechtsmedizinisches Institut überführen zu lassen, wo dann nach äußerer Leichenschau der amtliche Totenschein ausgestellt wird.

Je nachdem, was die äußere Leichenschau der unbekleideten verstorbenen Person an Ort und Stelle oder im Institut erbringt, wird die Todesart und die, meist vermutete, Todesursache in den Totenschein eingetragen. In jedem Fall wird ein (meist nur bürokratisches) Todesermittlungsverfahren durch die zuständige Abteilung des Landeskriminalamts und die Staatsanwaltschaft geführt. Dieses kann auch die Obduktion (Sektion) der Leiche anordnen. Zur Leichenidentifizierung ist jeder volljährige Staatsbürger verpflichtet.
- Sterbeurkunde
 Die Sterbeurkunde wird vom Standesamt ausgestellt, das für den Ort des Todes zuständig ist. Bei Sterbefällen in Flugzeugen, auf Schiffen und während einer Bahnreise gelten Sonderbestimmungen. Es empfiehlt sich, mehrere Ausfertigungen der Sterbeurkunde zu beantragen. Es müssen der Totenschein, der Personalausweis des Verstorbenen sowie die jüngste standesamtliche Urkunde vorgelegt werden, je nach Familienstand entweder die Geburtsurkunde oder die Heiratsurkunde (das Familienstammbuch). Meldepflichtig beim Standesamt sind Heim- und Krankenhausleiter bei Todesfällen in der Einrichtung, ansonsten Mitbewohner des Haushaltes, in denen der Tote verstorben ist (§§ 28 bis 30 des Personenstandsgesetzes).
- Benachrichtigen
 Der Arbeitgeber / Rententräger und die Verwandten und Freunde des Verstorbenen sind zu benachrichtigen, oft noch Vermieter, Pfarrer, weitere Behörden, die Krankenkasse und auch Versicherungsgesellschaften. Vor Auszahlung einer Lebensversicherung wird oft noch zusätzlich die innere Leichenschau, also Obduktion, verlangt, falls dies nicht ohnehin auf Wunsch der Angehörigen oder auf Anordnung der Staatsanwaltschaft erfolgt. Eventuell müssen noch weitere Dinge wie Telefon, Abonnements, Reisen oder geplante Termine bedacht werden. Wer ein Testament auffindet oder verwahrt, ist verpflichtet, dieses beim Bekanntwerden des Todes dem Nachlassgericht (einer Abteilung des Amtsgerichtes) am letzten Wohnort des Verstorbenen abzuliefern (§ 2259 BGB). Dort wird das Testament offiziell eröffnet. Banken sind verpflichtet, dem Finanzamt Kontostände verstorbener Bankkunden zu übermitteln, wenn der Wert der anzuzeigenden Wirtschaftsgüter 4 999,99 Euro übersteigt. Die Erben sind zur Abgabe einer Erbschaftsteuererklärung verpflichtet.
- Bestattungspflicht
 Die Bestattungspflicht haben die Totenfürsorgepflichtigen (nicht die Erben, diese sind nur zur Bezahlung der Bestattung verpflichtet, § 1968 BGB). Die Bestattungspflichtigen sind in den Bestattungsgesetzen der Bundesländer geregelt, es sind in der Regel der Ehegatte und die nächsten Verwandten. Kümmern diese sich nicht darum, hat das örtliche Ordnungsamt die Bestattung zu veranlassen, das die Kosten den oben Genannten in Rechnung stellt.
- Bestattungsunternehmen
 Ein Bestatter kann mit vielen Aufgaben in einem Sterbefall beauftragt werden, beispielsweise der Überführung des Toten, der hygienischen Versorgung und Einsargung des Verstorbenen, dem Erwerb des Grabes über die Friedhofsverwaltung, wie auch mit der gesamten Organisation von Trauerfeier und Bestattung. Außerdem mit dem Trauermahl, Zeitungsanzeigen sowie der Information von Krankenkasse und Versicherungen. Jede solche Dienstleistung wird hierfür den Hinterbliebenen in Rechnung gestellt.
- Bestattung und Grab
  - Bei einer Erdbestattung muss das Nutzungsrecht für eine Grabstelle erworben werden. Es ist immer zeitlich auf 10 bis 30 Jahre begrenzt. Man unterscheidet Reihengräber und Wahlgräber. Reihengräber sind preiswerter, allerdings nicht in Bezug auf die Lage frei wählbar. Bei den Wahlgräbern kann die Größe und Lage bestimmt werden. Nur Wahlgräber können nachgepachtet werden, d. h., es kann zu einem späteren Zeitpunkt ein weiteres Familienmitglied an dieser Stelle beigesetzt werden.
  - Für eine Feuerbestattung muss eine Willenserklärung des nächsten Angehörigen oder eine Verfügung des Verstorbenen vorliegen. Hierbei wird außerdem immer eine kurze (meist zweite) äußere Leichenschau im Krematorium gemacht, da nach Kremierung ja alle etwaigen Hinweise auf nicht-natürliches Geschehen unwiederbringlich verloren sind. Die Urne kann entweder in einem Wahlgrab oder einem Reihengrab, in einer Gemeinschaftsgrabstätte, anonym, in einem Friedwald (Naturbestattung) oder auf See beigesetzt werden.

Ungefähr sechs Wochen nach der Bestattung sollte das Grab geräumt und die Grabpflege organisiert werden.
- Erbrecht
 Mit dem Tod des Menschen, dem sogenannten Erbfall, tritt die Erbfolge ein, d. h., dass alle Vermögenswerte und Schulden Eigentum des oder der Erben werden. Man unterscheidet gesetzliche und gewillkürte Erbfolge. Zum Nachweis der Erbschaft benötigt man meist einen Erbschein, den man beim Nachlassgericht beantragen kann. Der Erbe ist auch zur Abgabe der Erbschaftsteuererklärung verpflichtet. Wenn man für Schulden des Verstorbenen (Erblasser) nicht aufkommen möchte, muss man die Erbschaft ausdrücklich beim Nachlassgericht ausschlagen. Die Haftung für Schulden des Erblassers kann auch durch einige andere Maßnahmen begrenzt werden. Siehe unter Erbrecht. Bezugsberechtigungen aus Lebensversicherungen (und anderen Kapitalanlagen) für den Todesfall des Versicherten/Kontoinhabers sind Schenkungen, keine Erbschaften.
- Mietrecht
 Mit dem Tod des Mieters endet nicht das Mietverhältnis. Der Erbe kann in den Mietvertrag eintreten oder ihn innerhalb eines Monats mit der gesetzlichen dreimonatigen Kündigungsfrist beenden (§ 564 BGB) und den Haushalt auflösen. Vorrangig gegenüber dem Erben sind mietvertraglich aber der Ehegatte und der Lebenspartner sowie die Kinder des verstorbenen Mieters (§ 563 BGB) sowie danach sonstige Mitmieter (Hausgenossen, § 563a BGB).

### Kommentare
- Bestattungsgesetz Baden-Württemberg (Kommentar), ISBN 3-17-005992-0
- Bestattungsgesetz NRW (Kommentar), ISBN 3-8293-0671-7
- Bestattungsgesetz Thüringen (Kommentar), ISBN 3-555-56069-7
- Thüringer Bestattungsgesetz (Kommentar), ISBN 3-415-03417-8
- Bestattungsgesetz Sachsen-Anhalt (Kommentar), ISBN 3-415-03561-1